# Swjatlana Baitawa
Swjatlana Mikalajeuna Baitawa (belarussisch Святлана Мікалаеўна Баітава; * 3. September 1972 in Mahiljou, Sowjetunion) ist eine ehemalige belarussische Kunstturnerin.

## Karriere
Baitawa wurde 1986 sowjetische Meisterin im Einzelmehrkampf und gewann in den Folgejahren weitere nationale Titel – 1987 am Sprung und am Schwebebalken sowie 1989 erneut am Schwebebalken. Bei den Weltmeisterschaften 1987 holte sie mit der sowjetischen Mannschaft Silber im Mannschaftsmehrkampf, zwei Jahre später folgte der Weltmeistertitel in derselben Disziplin.
Bei den Olympischen Spielen 1988 in Seoul wurde sie Olympiasiegerin mit der sowjetischen Mannschaft im Mannschaftsmehrkampf. Im Einzelmehrkampf belegte sie Rang 13 in der Qualifikation, konnte jedoch nicht am Finale teilnehmen, da nur drei Turnerinnen pro Nation zugelassen waren und sie als Vierte der sowjetischen Mannschaft gewertet wurde. Für ihre Leistungen wurde sie 1988 zur Verdienten Meisterin des Sports der UdSSR ernannt und erhielt 1989 die Medaille „Für heldenmütige Arbeit“.
Nach ihrem Karriereende im Jahr 1990 arbeitete Baitawa ab 1991 als Trainerin, unter anderem auch im Ausland – 2002 war sie in Katar tätig. Sie schloss 1994 ihr Studium an der Belarussischen Staatsuniversität für Körperkultur ab und 2002 an der Staatlichen Arkads-Kuljaschou-Universität in Mahiljou. Dort wurde sie später zur Ehrenbürgerin ernannt.